# Silvio Baier
Silvio Baier (Dresda, 7 novembre 1978) è un fisico, scacchista e compositore di scacchi tedesco.

## Attività scacchistica e compositiva
Nella stagione 2008/09 ha giocato nella Bundesliga tedesca con la squadra dello USV TU Dresden.
Nel Campionato del Mondo di Composizione si è aggiudicato il titolo di Campione del Mondo per la sezione Retroanalisi nel 2019, 2022 e 2025.
È Maestro Internazionale per la soluzione di problemi scacchistici dal 2016 e Maestro Internazionale per la composizione dal 2019. Nel 2017 è stato campione tedesco nella soluzione e ha ottenuto il terzo posto con la nazionale tedesca nel Campionato mondiale di soluzione di problemi.
Per i suoi meriti sportivi, nel 2023 ha ricevuto la medaglia d'onore in oro della Federazione scacchistica tedesca.
La sua classifica Elo più alta nel gioco a tavolino è stata di 2288 punti, raggiunta nell'aprile 2003.

## Formazione accademica
Ha studiato Fisica presso la TU Dresda e ha conseguito il dottorato nel 2008 con una tesi intitolata "Simulazioni numeriche per la ionizzazione semplice e doppia dell’H2 in impulsi laser brevi e intensi".